# Anders Petter Gullander
Anders Petter Gullander, född 29 juni 1779, död 21 oktober 1862, var en svensk präst och docent i praktisk Filosofi, verksam i Skåne. 

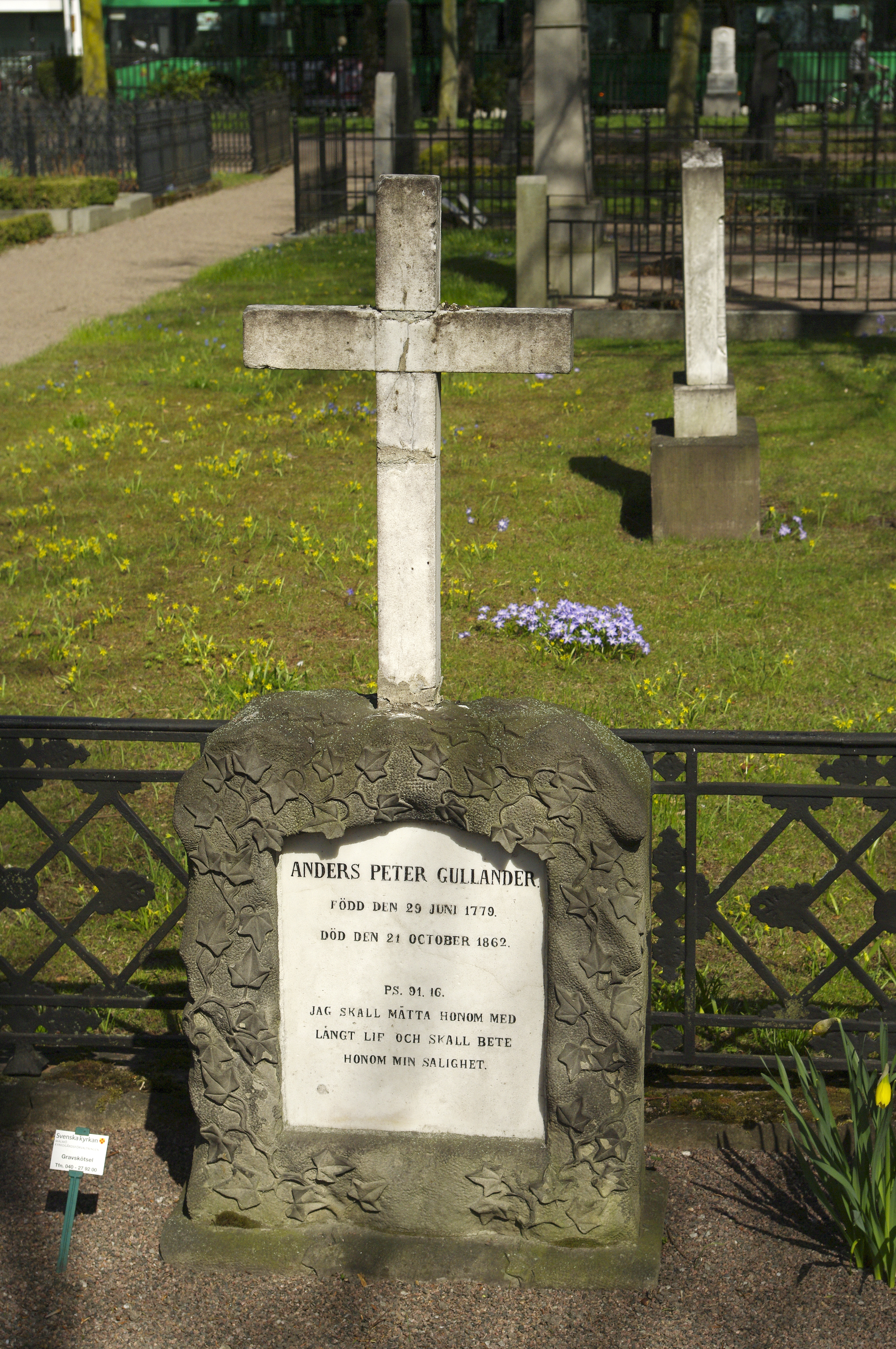
Anders Petter Gullanders grav på Malmö gamla kyrkogård.

## Biografi
Anders Petter Gullander föddes på prästgården i Brandstad socken. Han var son till kyrkoherden Per Gullander i Brandstads socken och hans hustru Johanna Charlotta Litholander.  
Gullander blev 1793 inskriven på Lunds universitet som student. Där blev han 1799 promoverad till magister och 1802 blev han docent i praktisk Filosofi. Efter sin prästvigning 1807 fick han tjänst i Stångby församling och två år senare en tjänst som stadskomminister i Lunds stad. 1809 gifte han sig med Fredrika Lovisa Löthman. De fick tillsammans 5 barn. Han var far till prästen Per Erik Gullander.  
1812 blev han utnämnd till kunglig hovpredikant. Vid samma tid utlystes tjänsten som kyrkoherde i Malmö S:t Petri församling och Gullander fick tjänsten som han innehade till sin död 1862. Under 1850-talet blev hans fysiska hälsa sämre vilket till slut ledde till total blindhet. 

## Bondeupproret 1811
Under bondeupproret i Skåne 1811 och dess efterverkningar kom Gullander att spela en framträdande roll. Han höll den 25 januari 1812 i en fullsatt kyrka i Dalby socken en straffpredikan över drängen Mårten Bengtsson som efteråt halshöggs och steglades. I predikan lovordades kungamaktens dom. Den långa predikan trycktes och spreds i en speciell utgåva. 
Ytterligare en tryckt straffpredikan av hans hand finns bevarad. 1819 dömdes två mördare att avrättas och Gullander höll en predikan på Malmö avrättningsplats.

## Bevarade verk
Idag finns det ett flertal predikningar bevarade. 